# ランディー・ソーンヒル

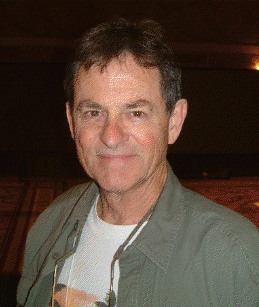
ランディー・ソーンヒル

ランディ・ソーンヒル（Randy Thornhill）はアメリカの動物行動学者。ニューメキシコ大学生物学教授。

1974年にミシガン大学で動物学の学位を取得。ガガンボモドキ、シリアゲムシ、セキショクヤケイの研究で知られる。シリアゲムシのレイプ行動からヒントを得て、1980年代半ばから人間のレイプ行動の研究を行っている。レイプの進化的研究をまとめた2000年の著書『人はなぜレイプするのか』（邦訳は2006年）に対しては、特に社会学者やフェミニストから、レイプを正当化している、繁殖という視点だけで行動を説明しようとしている、お話作りに陥っているなどの大きな非難を浴びた。逆にソーンヒルは、フェミニズムによるレイプの説明（「レイプは性的欲望に基づくものではなく、家父長権の象徴であるペニスの行使である」など）を根拠のない作り話と批判する。彼に向けられた批判のうちいくつかは進化心理学に対する批判の誤謬の代表例として引用されることがある。スティーブン・ピンカーは、何かの研究をする事と研究対象を是認することは別であり、行動に生物学的基盤があることとそれを良いことと考えるのも別であると指摘している。

## 著書
- 『ガガンボモドキのおかしな性行動』日高敏隆訳 日経サイエンス 1983年
- 『人はなぜレイプするのか―進化生物学が解き明かす』望月弘子訳 青灯社 2006年